# Ривер Гроув (Илиноис)
Ривер Гроув (енгл. River Grove) град је у америчкој савезној држави Илиноис.

## Демографија
По попису из 2010. године број становника је 10.227, што је 441 (-4,1%) становника мање него 2000. године.
| Група             | 2000.         | 2010.         |
| Белци             | 9.258 (86,8%) | 7.847 (76,7%) |
| Афроамериканци    | 38 (0,4%)     | 158 (1,5%)    |
| Азијати           | 217 (2,0%)    | 225 (2,2%)    |
| Хиспаноамериканци | 1.043 (9,8%)  | 1.901 (18,6%) |
| Укупно            | 10.668        | 10.227        |